# Vilja Toomast
Vilja Toomast, née le 15 août 1962 à Antsla, est une femme politique estonienne. Elle est aussi connue sous le nom de Vilja Laanaru, Vilja Savisaar et Vilja Savisaar-Toomast.
Elle siège au Riigikogu de 1992 à 1995 pour le parti royaliste indépendant. Elle rejoint en 1997 le Parti du centre d'Estonie où elle reste jusqu'au 9 avril 2012, obtenant plusieurs mandats au Riigikogu et au Conseil municipal de Tallinn. Elle intègre le Parti de la réforme en 2013.
Elle est députée européenne de 2009 à 2014. En juin 2018, elle siège de nouveau au Riigikogu.
Elle est la présidente de la Fédération estonienne de volley-ball de 2007 à 2012, vice-présidente de 2012 à 2016 et membre du Comité exécutif du Comité olympique estonien de 2008 à 2012.